# Mondo 1-1

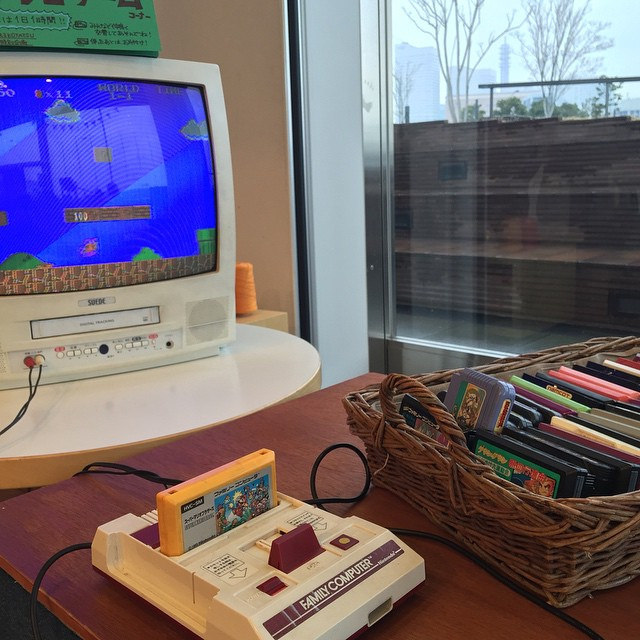
Il Mondo 1-1 in Super Mario Bros.

Il Mondo 1-1 è il primo livello del gioco Super Mario Bros. per il Nintendo Entertainment System. Disegnato dal creatore del franchise Shigeru Miyamoto come una sorta di tutorial per i nuovi giocatori, Mondo 1-1 è uno dei livelli di videogiochi più iconici e famosi della storia, vantando innumerevoli imitazioni e parodie.

## Il gioco

### Design
Super Mario Bros. è stato il primo videogioco a scorrimento laterale avente come personaggio l'idraulico Mario, e uno dei primi videogiochi diretti e progettati da Shigeru Miyamoto. Piuttosto che far iniziare subito il giocatore con ostacoli di difficile comprensione, il primo livello di Super Mario Bros. illustra chiaramente le dinamiche di gioco e le variabili di rischio attraverso semplici espedienti come la ripetizione, l'iterazione, e l'escalation.

In un'intervista con il periodico Eurogamer, Miyamoto ha spiegato che "World 1-1" contiene tutto ciò di cui un giocatore ha bisogno per "capire gradualmente e in modo naturale cosa sta facendo", in modo che possa comprenderne rapidamente il funzionamento. Secondo Miyamoto, una volta che il giocatore capisce le dinamiche di gioco, egli sarà in grado di interagire più liberamente e di farlo diventare "il suo gioco".

### Esecuzione

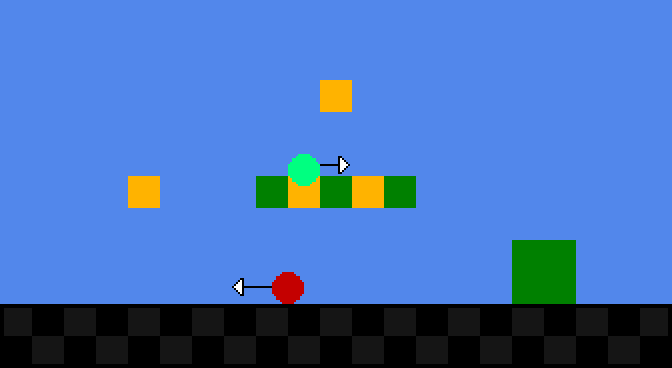
Schermata iniziale del "Mondo 1-1: Il Goomba (rosso) cammina verso Mario e deve essere saltato. Il Fungo (verde chiaro) appare dopo aver sbattuto contro il blocco dorato e inizialmente rotola verso destra, fino a quando non cade dalla piattaforma e rimbalza contro il tubo (verde). Il fungo poi si gira e punta verso Mario, che a questo punto non può più evitarlo.

All'inizio del "World 1-1", il giocatore prende controllo di Mario e si imbatte subito in un Goomba che si muove lentamente verso di lui. Secondo 1UP.com, è probabile che questo primo nemico uccida rapidamente un nuovo giocatore, anche se può facilmente essere evitato saltandoci sopra. Visto che a malapena non si perde alcun progresso nel gioco, il giocatore impara da questa sconfitta e può subito riprovare. Superato il Goomba, il giocatore vede dei blocchi disposti in ordine, alcuni dei quali sono dorati. Toccando uno dei blocchi dorati con la testa, fuoriesce una moneta. Secondo Miyamoto, vedendo una moneta uscire "il giocatore ne sarà felice" e vorrà ripetere l'azione. Continuando in questo modo il successivo blocco dorato farà uscire un fungo: un power-up che si muove verso Mario in modo tale che è quasi impossibile da evitare. Essere colpiti dal fungo fa in modo che Mario cresca in dimensioni, stimolando ulteriormente la positività del giocatore.
Una volta superata questa formazione di blocchi, il giocatore si troverà di fronte una serie di quattro ostacoli verticali (gli iconici tubi verdi) che devono essere saltati. Ognuno di essi è di diversa altezza, facendo capire al giocatore, in modo piuttosto sottile, che più a lungo si tiene premuto il pulsante di salto, più in alto salterà Mario. Il giocatore impara come utilizzare il "pulsante di corsa" quando si imbatte in buche di diverse dimensioni all'interno del livello, visto che tenendo premuto il pulsante per prendere la rincorsa, si rende più facile saltare dall'altra parte.
Il "World 1-1" include alcuni trucchi, ad esempio un particolare tubo che conduce ad una stanza bonus dove si possono raccogliere diverse monete, e un blocco nascosto che contiene una vita che i giocatori possono scoprire giocando numerose volte. Il tubo che conduce alla stanza bonus permette al giocatore di passare oltre un grande porzione del livello, in modo che più giocatori esperti non hanno bisogno di ripetere il facile primo livello ogni volta che giocano.

## Eredità
"World 1-1" è spesso citato come uno dei livelli di videogiochi più rappresentativi e iconici della storia: Chris Kerr di Gamasutra lo descrive come  "leggendario". Boston Blake della testata Game Rank ha valutato il "World 1-1" tra i migliori livelli di apertura di un videogioco, un livello che ha "acceso un amore per il gioco nei cuori dei giocatori di tutto il mondo", e Jon Irwin di Paste Magazine ha descritto il livello di un "master-class per insegnare ai giocatori come giocare."